# Houtzdale
Houtzdale är en ort i Clearfield County i delstaten Pennsylvania, USA.